# Draft WNBA 2015
2014 2016
La draft WNBA 2015 est la cérémonie annuelle de la draft WNBA lors de laquelle les franchises de la WNBA choisissent les joueuses dont elles pourront négocier les droits d’engagement. Les joueuses disputant leur première saison professionnelle sont appelées rookies.
Le choix s'opère dans un ordre déterminé par le classement de la saison précédente, les équipes les plus mal classées obtenant les premiers choix. Sont éligibles les joueuses américaines ou scolarisées aux États-Unis allant avoir 22 ans dans l'année calendaire de la draft, ou diplômées ou ayant entamé des études universitaires quatre ans auparavant. Les joueuses « internationales » (ni nées ni ne résidant aux États-Unis) sont éligibles si elles atteignent 20 ans dans l'année suivant la draft.
La draft se tient à la Mohegan Sun Arena d'Uncasville (Connecticut) le 16 avril 2015 et est diffusée sur ESPN2 pour le premier tour et ESPN3 pour les suivants.
Alors que Kaleena Mosqueda-Lewis est longtemps annoncée comme favorite d'une draft annoncée parmi les moins relevées de ces dernières années, les cartes sont rebattues avec les candidatures anticipées de Jewell Loyd et de la suédoise Amanda Zahui B.. Les sélections du WNBA All-Star Game 2015 ne comportent d'ailleurs aucune rookie pour la première fois depuis l'édition 2009.
En dehors d'Amanda Zahui B., plusieurs joueuses européennes notamment de la génération 1995 sont identifiés comme choix potentiels de la draft : Dragana Stanković, Žofia Hruščáková, Tilbe Şenyürek, Aby Gaye, Marica Gajic, Belen Arrojo, Sanja Mandic, Elisa Penna.

## Loterie de la draft

Logo de la loterie de la draft WNBA.

La loterie de la draft détermine l’ordre des premiers choix de la draft 2015.
Elle se tient le 21 septembre 2014 à la mi-temps de la rencontre de play-offs entre le Fever de l'Indiana et les Mystics de Washington avec une diffusion sur ESPN2,.
Le Storm remporte le premier choix suivi, comme l'année précédente, par le Shock de Tulsa.
Ci-dessous, les chances de chaque franchise d’obtenir les choix respectifs :
| Équipe                               | Bilan 2014 | Chances à la loterie | Choix | Choix | Choix | Choix | Choix |
| Équipe                               | Bilan 2014 | Chances à la loterie | 1er   | 2e    | 3e    | 4e    |       |
| ------------------------------------ | ---------- | -------------------- | ----- | ----- | ----- | ----- | ----- |
| Shock de Tulsa                       | 12-22      | 35,9 %               |       |       |       |       |       |
| Storm de Seattle                     | 12-22      | 35,9 %               |       |       |       |       |       |
| Sun du Connecticut                   | 13-21      | 17,8 %               |       |       |       |       |       |
| Sun du Connecticut (via le Liberty ) | 15-19      | 10,4 %               |       |       |       |       |       |
| en jaune l’équipe désignée.          |            |                      |       |       |       |       |       |

## Joueuses invitées
Douze joueuses sont invitées à assister à la cérémonie de la draft : les Américaines Brittany Boyd, Reshanda Gray, Dearica Hamby, Isabelle Harrison, Brittany Hrynko, Samantha Logic, Jewell Loyd, Kaleena Mosqueda-Lewis, Kiah Stokes, Aleighsa Welch, Elizabeth Williams et la Suédoise Amanda Zahui B.

## Transactions
Lors de la soirée de la draft, les Stars de San Antonio transfèrent leur neuvième choix Brittany Boyd contre Alex Montgomery du Liberty de New York.
De même le Lynx du Minnesota transfère leur onzième choix Kiah Stokes avec les 23e et 28e choix à venir contre Anna Cruz du Liberty de New York et leurs futurs 16e et 35e choix.
À l'issue de la draft, le Dream d'Atlanta transfère Jasmine Thomas au Sun du Connecticut contre les droits du 19e choix Brittany Hrynko.

## Draft

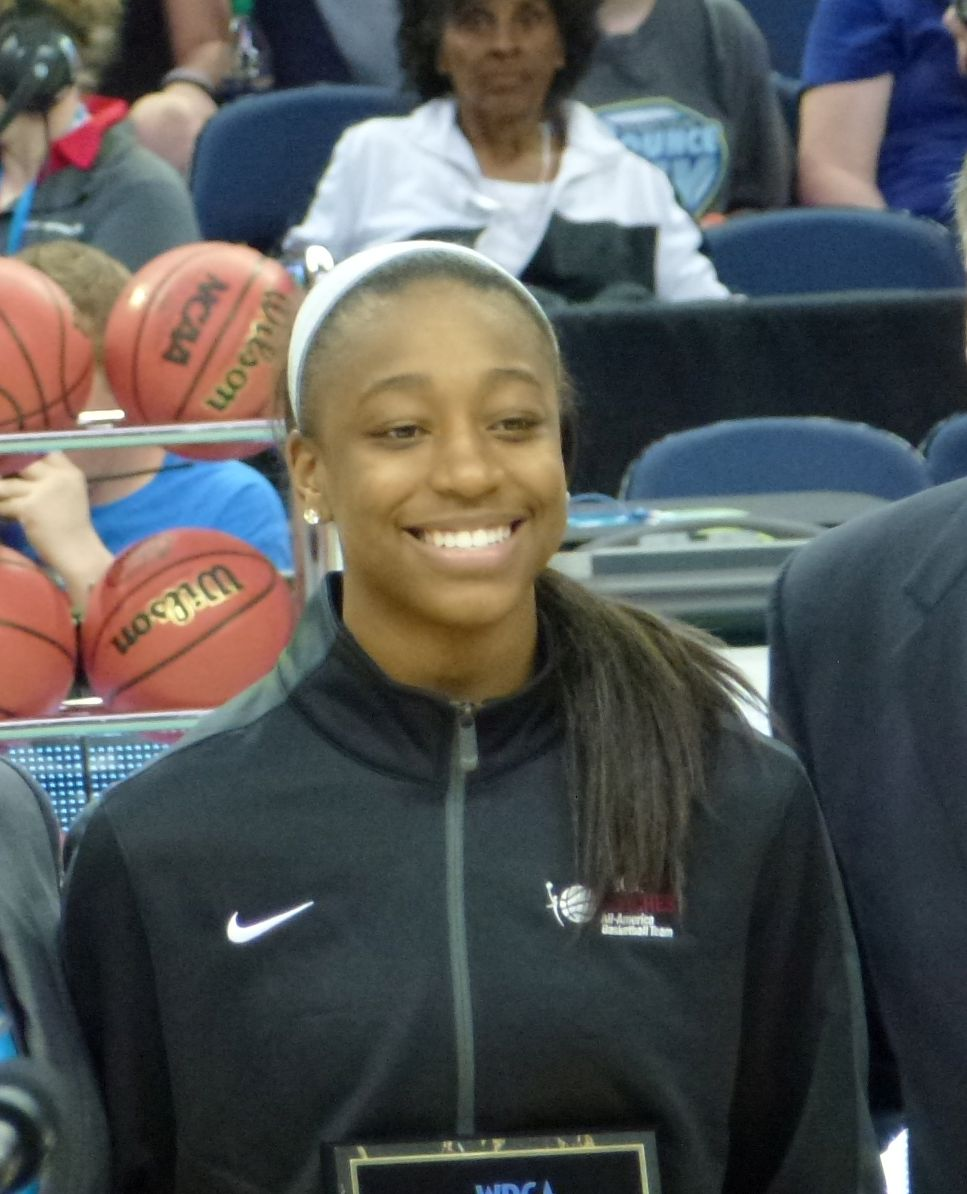
Jewell Loyd, 1er choix.

### Légende
|   | Signale une joueuse qui a été intronisé au Basketball Hall of Fame                                                         |
|   | Signale une joueuse qui a été sélectionnée pour au moins un match annuel WNBA All-Star Game et une sélection All-WNBA Team |
|   | Signale une joueuse qui a été sélectionnée pour au moins un match annuel WNBA All-Star Game                                |
|   | Signale une joueuse qui a été sélectionnée pour au moins une sélection All-WNBA Team                                       |
| R | Signale la joueuse qui a remporté le titre de WNBA Rookie of the Year                                                      |

### Premier tour
| Choix | Nom                    | Position      | Nationalité | Équipe                              | Provenance                       |
| ----- | ---------------------- | ------------- | ----------- | ----------------------------------- | -------------------------------- |
| 1     | Jewell Loyd R          | Meneuse       | États-Unis  | Storm de Seattle                    | Fighting Irish de Notre-Dame     |
| 2     | Amanda Zahui B.        | Ailière       | Suède       | Shock de Tulsa                      | Golden Gophers du Minnesota      |
| 3     | Kaleena Mosqueda-Lewis | Ailière       | États-Unis  | Storm de Seattle (via le Sun)       | Huskies du Connecticut           |
| 4     | Elizabeth Williams     | Pivot         | États-Unis  | Sun du Connecticut (via le Liberty) | Blue Devils de Duke              |
| 5     | Cheyenne Parker        | Ailière forte | États-Unis  | Sky de Chicago                      | Blue Raiders de Middle Tennessee |
| 6     | Dearica Hamby          | Ailière       | États-Unis  | Stars de San Antonio                | Demon Deacons de Wake Forest     |
| 7     | Crystal Bradford       | Meneuse       | États-Unis  | Sparks de Los Angeles               | Chippewas de Central Michigan    |
| 8     | Ally Malott            | Ailière forte | États-Unis  | Mystics de Washington               | Flyers de Dayton                 |
| 9     | Brittany Boyd          | Meneuse       | États-Unis  | Stars de San Antonio                | Golden Bears de la Californie    |
| 10    | Samantha Logic         | Meneuse       | États-Unis  | Dream d'Atlanta                     | Hawkeyes de l'Iowa               |
| 11    | Kiah Stokes            | Pivot         | États-Unis  | Lynx du Minnesota                   | Huskies du Connecticut           |
| 12    | Isabelle Harrison      | Ailière forte | États-Unis  | Mercury de Phoenix                  | Lady Volunteers du Tennessee     |

### Deuxième tour
| Choix | Nom              | Position      | Nationalité | Équipe                               | Provenance                      |
| ----- | ---------------- | ------------- | ----------- | ------------------------------------ | ------------------------------- |
| 13    | Brianna Kiesel   | Meneuse       | États-Unis  | Shock de Tulsa                       | Panthers de Pittsburgh          |
| 14    | Cierra Burdick   | Ailière       | États-Unis  | Sparks de Los Angeles (via le Storm) | Lady Volunteers du Tennessee    |
| 15    | Natasha Cloud    | Arrière       | États-Unis  | Mystics de Washington (via le Sun)   | Hawks de Saint-Joseph           |
| 16    | Reshanda Gray    | Ailière forte | États-Unis  | Lynx du Minnesota (via le Liberty)   | Golden Bears de la Californie   |
| 17    | Betnijah Laney   | Arrière       | États-Unis  | Sky de Chicago                       | Scarlet Knights de Rutgers      |
| 18    | Alex Harden      | Meneuse       | États-Unis  | Fever de l'Indiana                   | Shockers de Wichita State       |
| 19    | Brittany Hrynko  | Meneuse       | États-Unis  | Sun du Connecticut (via les Sparks)  | Blue Demons de DePaul           |
| 20    | Vicky McIntyre   | Pivot         | États-Unis  | Storm de Seattle (via les Mystics)   | Golden Eagles d'Oral Roberts    |
| 21    | Chelsea Gardner  | Ailière       | États-Unis  | Stars de San Antonio                 | Jayhawks du Kansas              |
| 22    | Aleighsa Welch   | Ailière       | États-Unis  | Sky de Chicago (via le Dream)        | Gamecocks de la Caroline du Sud |
| 23    | Amber Orrange    | Arrière       | États-Unis  | liberty de New York (via le Lynx)    | Cardinal de Stanford            |
| 24    | Žofia Hruščáková | Ailière       | Slovaquie   | Mercury de Phoenix                   | Good Angels Košice              |

### Troisième tour
| Choix | Nom               | Position      | Nationalité        | Équipe                             | Provenance                   |
| ----- | ----------------- | ------------- | ------------------ | ---------------------------------- | ---------------------------- |
| 25    | Mimi Mungedi      | Pivot         | Gabon              | Shock de Tulsa                     | Wolf Pack du Nevada          |
| 26    | Nneka Enemkpali   | Ailière       | États-Unis         | Storm de Seattle                   | Longhorns du Texas           |
| 27    | Laurin Mincy      | Meneuse       | États-Unis         | Liberty de New York (via le Sun)   | Terrapins du Maryland        |
| 28    | Michala Johnson   | Ailière forte | États-Unis         | Liberty de New York (via le Lynx)  | Badgers du Wisconsin         |
| 29    | Ariel Massengale  | Meneuse       | États-Unis         | Dream d'Atlanta (via le Sky)       | Lady Volunteers du Tennessee |
| 30    | Dragana Stanković | Pivot         | Serbie             | Fever de l'Indiana                 | UNIQA Euroleasing Sopron     |
| 31    | Andrea Hoover     | Meneuse       | États-Unis         | Sparks de Los Angeles              | Flyers de Dayton             |
| 32    | Marica Gajić      | Ailière forte | Bosnie-Herzégovine | Mystics de Washington              | ŽKK Athlete Celje            |
| 33    | Nikki Moody       | Arrière       | États-Unis         | Stars de San Antonio               | Cyclones d'Iowa State        |
| 34    | Lauren Okafor     | Pivot         | États-Unis         | Dream d'Atlanta                    | Dukes de James Madison       |
| 35    | Shae Kelley       | Ailière       | États-Unis         | Lynx du Minnesota (via le Liberty) | Golden Gophers du Minnesota  |
| 36    | Promise Amukamara | Meneuse       | Nigeria            | Mercury de Phoenix                 | Sun Devils d'Arizona State   |

## Meilleures rookies
Bien qu'aucune rookie ne soit sélectionnée pour le WNBA All-Star Game 2015, certaines joueuses tirent leur épingle du jeu. Après un début de saison discret, Jewell Loyd s'est installé dans le cinq de départ du Storm aux côtés de l'expérimentée Sue Bird. Dearica Hamby se fait également sa place à San Antonio, alors que Chelsea Grayest une bonne remplaçante pour la meneuse Jasmine Thomas à Connecticut. La jeune pivot Kiah Stokes permet à Tina CHarles de s'écarter plus souvent en jouant au pose d'ailière forte dans une équipe du Liberty qui joue les premiers rôles. Enfin le Fever peut compter sur l'éclosion de Natalie Achonwa choisie en 2014 mais qui revient d'une blessure au genou.

## Pour approfondir